# 루어 낚시
루어 낚시는 지렁이 등 날 미끼가 아닌 인조 미끼를 사용하는 낚시를 말한다. 릴 낚시로 루어를 멀리 던진 후 릴을 감으면서 루어를 헤엄치듯 움직여 고기를 유인한다. 스푼 루어, 곤충·피라미 등의 이미테이션 루어가 있지만 스피닝이 보편적이다.

## 종류

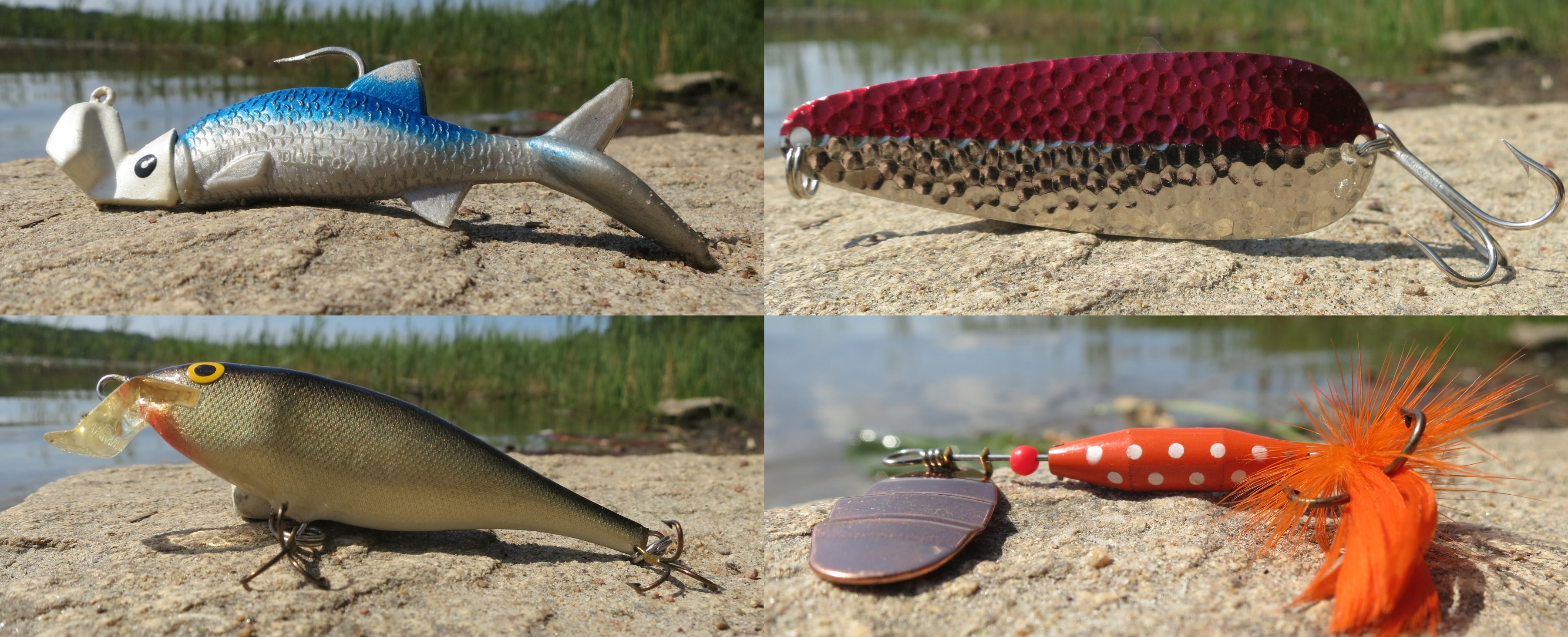
지그, 스푼, 플러그, 스피너

루어 낚시의 종류는 다음과 같다.

### 플러그
플러그(plug)는 고기나 작은 동물을 모방하여 금속, 나무, 플라스틱등의 딱딱한 재질로 만들어졌다. 플러그는 시각적인 부분을 크게 자극하며, 청각작용 기능이 복합적으로 이루어진 제품들 또한 있다. 플러그는 세부적으로 탑워터, 미노우, 크랭크베이트로 나뉜다.

#### 플러그의 종류
- 탑워터- 수심의 상층부를 공략하는 루어이다. 연속적인 물보라를 일으키며 지나가서 작은 물고기가 푸닥거리는 듯한 모양새를 흉내낸다.
- 미노우- 치어의 형상을 모방하는 하드베이트의 별칭으로, 길쭉한 물고기 모양을 하고 있으며 입부분에 낚시줄을 연결할 수 있게 되어있다. 플로팅(floating), 싱킹(sinking), 서스펜딩(suspending)의 세 종류로 구분이 되며, 각각은 미노우의 행동과 운용 방법에 따라 구분되었다. 플로팅(floating)은 물 위에 뜨려는 특성을 가져 가만히 두면 위로 올라오게 만들어졌다. 싱킹(sinking)은 가만 두면 가라앉는 종류로 무게가 무겁다. 서스펜딩(suspending)은 가라앉지도 뜨지도 않고 그 수심에 계속 있으려는 특징을 갖는 미노우이다. 미노우는 릴링을 하게 되면 헤엄을 치는 모양으로 움직이게 된다.
- 크랭크베이트- '기묘한 형태의 먹이'라는 의미를 갖고 있으며, 미노우에 비해 상대적으로 커다란 립(Lip)과 두꺼운 몸체를 갖고 있다. 미노우가 자연스러운 움직임을 내고자 노력한다면 크랭크베이트는 실제 물고기의 움직임과는 다르게 움직이며 이를 통해 호기심을 유발하는 타입이다.

### 스푼
스푼루어는 가장 기본이 되는 루어이자 오래된 역사를 가진 루어로서, 스푼의 앞 부분과 생김새가 비슷하다. 무게는 2∼20g까지 다양하고, 8∼14g이 사용하기 적당하여 자주 쓰인다. 스푼 루어는 사용자가 수심, 스피드, 움직임 등을 모두 결정해야 한다. 물 흐름의 속도와 수심에 따라 다양하게 선택이 가능하다.

### 스피너
스피너루어는 윗 부분에 작은 회전날개(blade)가 달린 형태로, 이 날개가 물 속에서 회전하면서 작은 벌레의 움직임을 연출하여 진짜처럼 보이게 만든 루어이다. 때문에 주로 작은 물고기를 공략하는데 사용된다. 크기 또는 색상, 회전날개의 연결방법이 다양하기에 대상어와 낚싯대에 맞게 선택하여 사용하면 된다.

### 지그
지그는 낚싯줄을 매는 바늘 머리부분에 납덩이를 달아 깊이 가라앉힐 수 있도록 만들어져 있다. 웜과 결합하여 많이 사용하며, 웜과 결합시켜 사용되는 지그타입의 훅을 지그헤드라고 부른다. 지그의 종류는 매우 다양하지만 크게는 메탈지그(metal jig), 러버스커티드지그(rubber skirted jig), 지그헤드(jig head)로 나뉜다.

#### 지그의 종류
- 메탈지그(metal jig) - 금속의 물고기 모양으로 생긴 지그이다. 스푼과 유사하지만 물고기의 형상을 하고 있다는 점이 다르다.
- 러버스커티드지그(rubber skirted jig) - 지그헤드에 고무재질의 팔랑거리는 스커트가 부착된 지그이다. 새우나 가제의 형상을 본따서 만들었다. 팔랑거리는 모양으로 물고기를 현혹한다.
- 지그헤드(jig head) - 스푼 다음으로 많이 사용되는 것으로 낚싯줄을 매는 바늘 머리부분에 둥그런 납이 붙어있다. 웜과 결합하여 많이 사용한다.

### 소프트베이트
금속, 나무, 플라스틱과 같은 딱딱한 재질이 아닌 부드러운 재질인 비닐, 고무 등을 이용해서 지렁이, 새우, 벌래, 개구리, 가재 등의 모양을 사실적으로 만든 것이다. 바늘, 싱커등과 결합하여 다양하게 사용할 수 있다.

### 콤비네이션[3]
두 가지 이상의 루어를 혼합한 형태이다.

## 기본 채비

### 낚시대
예전의 낚시대는 대나무나 유리섬유로 많이 제작했지만, 요즘의 낚시대는 탄소재질로 많이 생산이 되며 구분하는 방법은 크게 다음과 같다.

#### 분류
- 릴에 따른 분류: 스피닝 릴을 사용하는 경우 스피닝 로드(spinning rod)라고 불리고, 베이트캐스팅 릴을 사용하는 경우 베이트캐스팅 로드(bait casting rod) 라고 불린다.
- 절분수에 따른 분류: 몇번 조립해야 완전한 낚시대가 되는지에 따라 구분이 된다. 주로 1피스와 2피스 낚시대가 많지만 안테나 형태로 생긴 낚시대도 있다.
- 길이에 따른 분류: 몇 피드 몇 인치인지에 따라 구분이 된다.
- 강도에 따른 분류: 낚시대의 경질 연질 등의 휨새강도를 의미하며 가장 연질인 EUL부터 UL, L, M, ML, MH, H, HH로 구분이 된다.

### 릴
스피닝 릴과 베이트 릴로 나뉜다.
- 스피닝 릴: 가벼운 채비에 적합한 릴로 섬세한 루어 운용이 가능하고 캐스팅이 쉽다.
- 베이트 릴: 비교적 중량이 있는 루어를 운용하기에 적합하고 장거리 캐스팅에 이용된다.